# Animawings
Animawings ist eine rumänische Fluggesellschaft mit Sitz am internationalen Flughafen Bukarest Henri Coandă in Otopeni. Sie ist spezialisiert auf Charterflüge.

## Geschichte
Die Gesellschaft wurde im 2019 von Cristian Pandel dem Präsidenten der Memento Group gegründet. Das rumänische Reisebüro Memento Group Holding BV (Christian Tour) war Mehrheitseigentümer von Animawings. Aegean Airlines übernahm zu dem Zeitpunkt 25 % der Anteile der Gesellschaft. Im Juli 2020 erhielt die Fluggesellschaft ihr AOC. Im Oktober 2021 erhöhte Aegean Airlines seinen Anteil auf 51 %.
Im Dezember 2023 verkaufte Aegean Airlines ihre Anteile an das rumänische Reisebüro Christian Tour Holding S.A.

## Flugziele
Es werden hauptsächlich Flüge nach Griechenland angeboten: Athen, Chania, Heraklion, Kefalonia, Korfu, Kos, Larnaka, Mykonos, Rhodos, Santorini und Zakynthos.
In den Jahren 2021 und 2022 wurden unter anderen saisonal auch Mombasa (Kenia) Agadir, Marrakesch (beide Marokko) und Sansibar (Tansania) angeflogen.

## Flotte
Mit Stand Mai 2025 besteht die Flotte der Animawings aus vier Flugzeugen mit einem Durchschnittsalter von 7,0 Jahren.
| Flugzeugtyp     | Anzahl | bestellt | Anmerkungen                      | Sitzplätze (Business/Eco) | Durchschnittsalter |
| --------------- | ------ | -------- | -------------------------------- | ------------------------- | ------------------ |
| Airbus A220-300 | 2      |          |                                  | 137 (12/125)              | 00,5 Jahre         |
| Airbus A320-200 | 2      |          | einer mit Sharklets ausgestattet | 180 (-/180)               | 13,6 Jahre         |
| Gesamt          | 4      | -        |                                  |                           | 07,0 Jahre         |